# Zdzisław Eichler
Zdzisław Eichler (ur. 18 stycznia 1883 w Nieszawie, zm. 8 lipca 1949 w Poznaniu) – polski artysta malarz, grafik i ilustrator, profesor PWSSP Poznań.

## Życiorys
Urodził się 18 stycznia 1883 w Nieszawie, w rodzinie Leonarda i Michaliny z Radziwiłłowiczów. Uczęszczał do gimnazjum klasycznego w Radomiu. Naukę malarstwa rozpoczął w Szkole Rysunkowej w Warszawie. W latach 1903–1904 studiował na Akademii Sztuk Pięknych w Krakowie u prof. Józefa Mehoffera i Jana Stanisławskiego. Od 1905 działał w Warszawie jako malarz, ilustrator, karykaturzysta (pod pseudonimem Gad), nauczyciel rysunku i malarstwa, m.in. w Seminarium Nauczycielskim im. Elizy Orzeszkowej. Współpracował z Wydawnictwem Jakuba Mortkowicza. Przed I wojną światową był członkiem zarządu towarzystwa „Młoda Sztuka”. W latach 1926–1939 był związany z Państwową Szkołą Sztuk Zdobniczych i Przemysłu Artystycznego w Poznaniu, gdzie prowadził II kurs rysunku na Wydziale Malarstwa Dekoracyjnego i Witrażownictwa. Należał do Grupy Artystów Wielkopolskich „Plastyka”. Został wyróżniony medalem brązowym ASP w Krakowie.
W latach II wojny światowej przebywał w Warszawie. Od 1945 prowadził rysunek i wykłady z perspektywy na PWSSP Poznań, w 1948 uzyskał tytuł profesora. Malował portrety, kompozycje figuralne i martwą naturę. Wiele prac uległo zniszczeniu podczas wojny. Do jego bardziej znanych realizacji sprzed 1939 należały malowidła w sali posiedzeń Banku Rolnego w Warszawie, projekty obligacji państwowych i banknot o nominale 10 zł, który został wprowadzony do obiegu 20 lipca 1926 roku. Brał udział w wystawach zbiorowych w Warszawie i Poznaniu, w Poznaniu odbyła się wystawa pośmiertna w 1950. Obrazy znajdują się m.in. w Muzeum Narodowym w Warszawie i w zbiorach prywatnych.

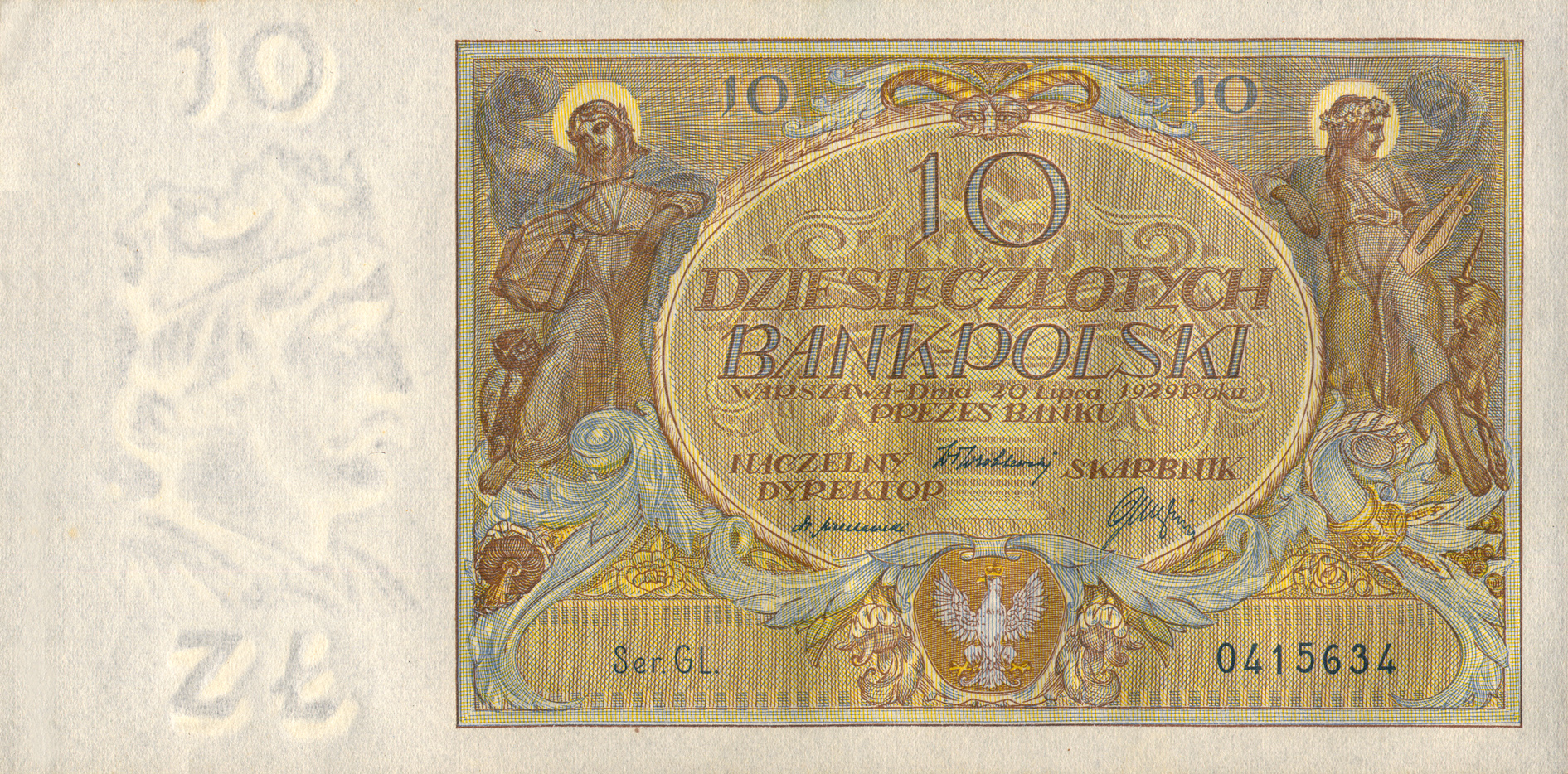
10 złotych, 1929 r.

W 1907 zawarł związek małżeński z Zofią z Jukrzyńskich, w 1930 ożenił się powtórnie z Jadwigą Osadzianką, artystą plastykiem. Z pierwszego małżeństwa miał dwie córki, również artystki plastyczki: Zofię Eichler i Wandę Eichler-Kulesza.
Był miłośnikiem archeologii. W 1935 mieszkał przy ul. Małeckiego 10 w Poznaniu.

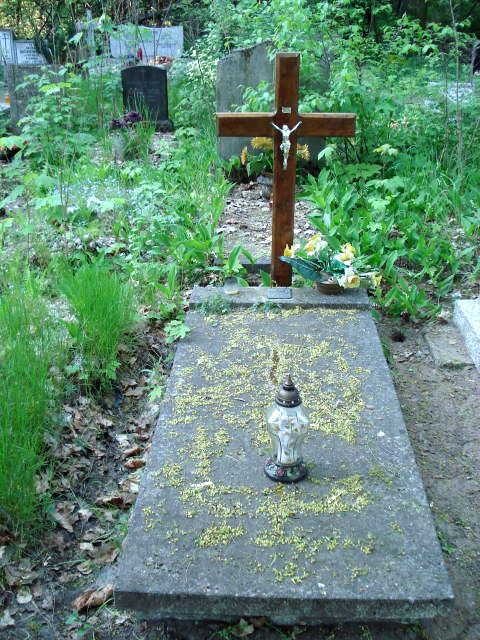
Grób prof. Zdzisława Eichlera

Pochowany w kwaterze ewangelickiej cmentarza Miłostowo w Poznaniu (pole 3, kwatera PD-4-49).

## Ordery i odznaczenia
- Złoty Krzyż Zasługi – 10 listopada 1938 „za zasługi na polu sztuki”[5]